# Mafadi
Mafadi é uma montanha situada sobre a fronteira África do Sul-Lesoto e que tem 3450 m de altitude. É a montanha mas alta da África do Sul, mas não do Lesoto, cujo ponto mais elevado é o Thabana Ntlenyana, com altitude máxima de 3482 m, que é também o mais elevado da África Austral. 